# Sympycnus tertianus
Sympycnus tertianus är en tvåvingeart som beskrevs av Friedrich Hermann Loew 1864. Sympycnus tertianus ingår i släktet Sympycnus och familjen styltflugor.
Artens utbredningsområde är Alaska. Inga underarter finns listade i Catalogue of Life.